# コンラート1世 (バイエルン公)
コンラート1世（Konrad I. or Kuno, 1020年ごろ - 1055年12月5日）は、エッツォ家出身のバイエルン公（在位：1049年 - 1053年）、ズトフェン領主。

## 生涯
コンラートはズトフェン領主リウドルフ（ルドルフ）とマティルデ（コンラディン家のズトフェン領主オットー・フォン・ハンマーシュタインの娘）との間に生まれた。父ルドルフはシュヴァーベン公オットー2世の長兄で、皇帝オットー2世の外孫にあたる。皇帝ハインリヒ3世は、バイエルンと地縁的つながりのないコンラートにバイエルン公位を与えたが、コンラートはバイエルン在地貴族にほとんど受け入れられなかった。これは、コンラートが独立した権力を築くのを防ぎ、バイエルン公領をより帝国に結び付けようとする皇帝の意図であったとみられる。コンラートはおそらくバイエルン公となったのちに、シュヴァーベン大公オットー3世の娘ユーディト・フォン・シュヴァインフルトと結婚し、バイエルンにおける権力を拡大させた。
1053年、コンラートはバイエルン公位を剥奪され、公位は皇帝ハインリヒ3世の子ハインリヒ（後の皇帝ハインリヒ4世）に与えられた。コンラートはこの決定を受け入れず、ハンガリー王アンドラーシュ1世のもとへ逃亡し、アンドラーシュ1世はコンラートをかくまった。やがてハンガリーから戻り、ケルンテン公領やオーストリア辺境伯領で略奪を行った。
1055年、コンラートが中心となり、皇帝ハインリヒ3世に対する陰謀を企てた。この陰謀にはケルンテン公ヴェルフ3世やアリボ家が参加していた。しかし、同年、この陰謀が実行される前にコンラートとヴェルフ3世が急死し、陰謀は潰えた。